# パンティー

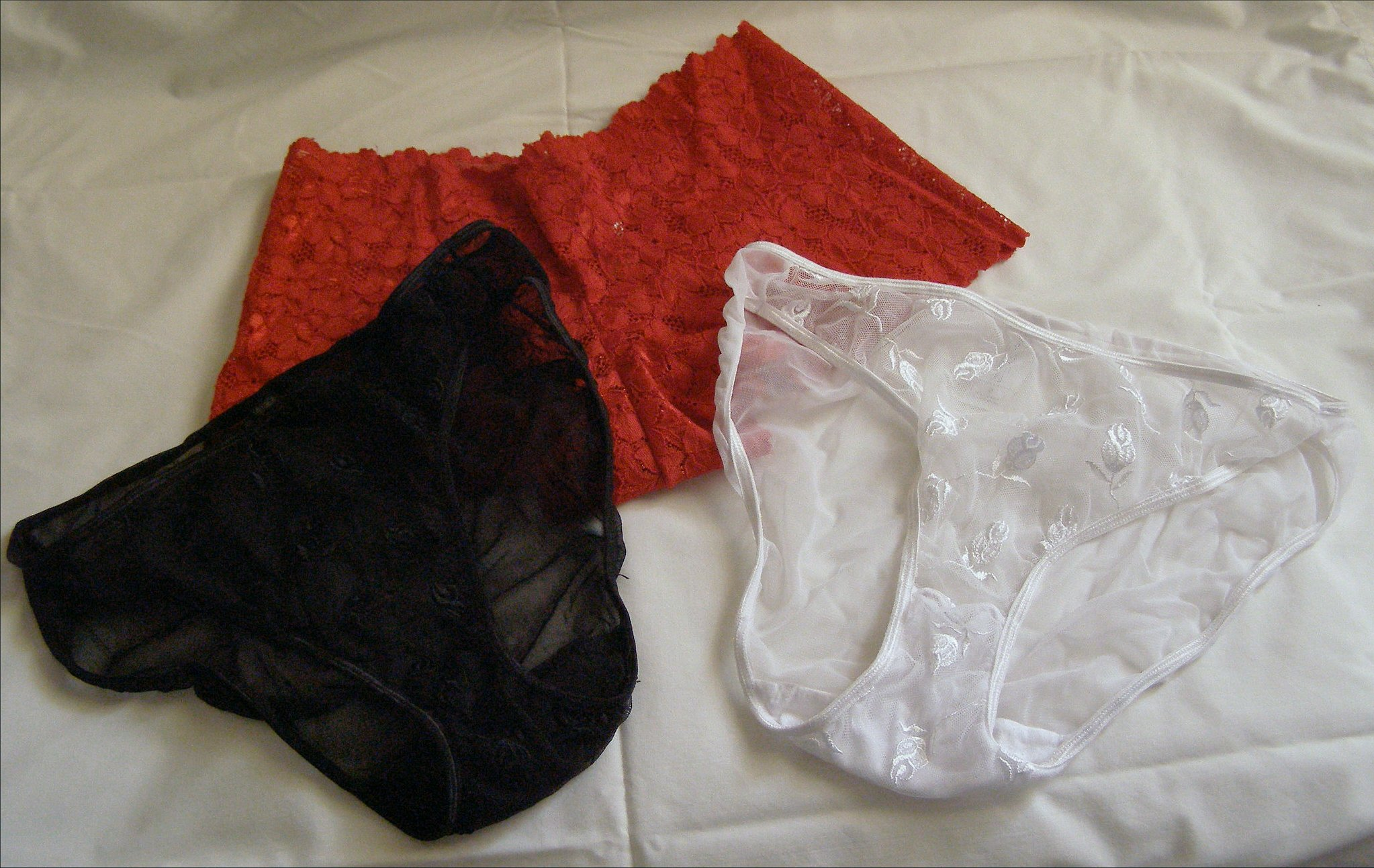
様々な色合いの女性用パンティー。

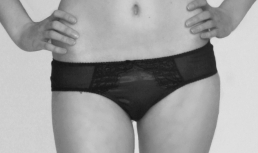
パンティーを履いている女性の腰部。

パンティー（アメリカ英語: pantiesもしくはpanty）は、女性用の下半身用の下着の一種。「パンティ」とも呼ばれる。

## 概要
主に女性用の下着のうち、下半身に直接身につけるもの。防寒および、帯下や残尿などで衣服が汚れるのを防止するために着用される。布の覆う面積は基本的に女性器から臀部、おおむね脚の付け根からへその下までを覆い隠すような形状、および丈になっている。形状及び覆う面積は多岐にわたる。詳しくは後述。
中には絵や文字がプリントされている、プリントパンティと呼ばれるものもある。

## 呼び方
アメリカ英語では、一般的にパンティーズまたはブリーフ（ブリーフス）（briefs）等と呼ばれる。イギリス英語ではニッカーズ（knickers）と呼ばれる。一着なのに全て複数形だが、これは脚が左右二本通るからで、pants（パンツ）、drawers（ズロース）、shorts（ショーツ）、bloomers（ブルマー）そしてhips（尻）も同じ。
日本でも1990年代の前半頃までは普通に「パンティー」と呼称されていたが、下着業界が販売戦略のため「ショーツ」という言葉を普及させ、近年は特に若年層の女性の会話などにおいては「ショーツ」または単純に「パンツ」という呼称が一般的になっており、口語において「パンティー」という語が使用されることはほぼない。1999年の段階で、既に「パンティ」（原文ママ）という語は「若者は使わない言葉」になっていたという指摘もある。「ショーツ」は英語では半ズボンを指し、アメリカ英語では主に下着を指す。
ワコールが自社ウェブサービスの会員を対象として行ったアンケートでは、パンツが69 %（3,329人）、ショーツが25 %（1,187人）、パンティが5 %（223人）、その他が1 %（50人）という結果であった。単語そのものの意味としてパンツでは広義すぎるとわかっていても、パンティやショーツと呼ぶことに恥ずかしさを感じる人が多いようである。

## 構造
フロント（前身頃）とバック（後身頃）、それを繋ぐクロッチ（股布）というシンプルな構成である。前後ろの区別がつきやすいように前面にリボンが付いているものもあるが、これは伸縮性素材のなかった時代に腰部分を紐で締めていたものが、全面の結び目のみデザイン上の痕跡として残ったものと考えられている。

### 衛生
クロッチが局部に密着する構造のため、外性器からの分泌物で汚れやすい。このため、月経時や帯下が多いときはナプキンなどを当てる必要がある。軽微な尿失禁に特化した吸水パッドなどの商品も販売されている。
また、女子は身体の構造上排尿の際に局部に尿が残りやすく、その量も男子よりも多い傾向にあるが、泌尿器が凸部となっていないため男子のように振り落とすことができない。そのため、パンティーを残尿で汚さないよう、排尿後にはトイレットペーパーで局部を拭うか、ビデなどで洗浄する必要がある。
野外などトイレットペーパーがない状況下で排尿した場合、残尿を拭き取ることができず、局部の残尿が直接パンティーに吸収されてクロッチが濡れることとなる。個人差や素材にもよるが、表面から視認できるほどハッキリ濡れることもあり、黄ばみや悪臭の原因となる。このため、やむを得ず野外で排尿した場合は過給的速やかにパンティーを履き替える必要がある。また、状況によりティッシュペーパーを使用する女子も多い。

## 歴史
紀元前3000年頃がパンティー女性下着の起源とされる。普及した場所は、イタリア。ルーブル美術館所蔵のメソポタミア南部のシュメールのテラコッタ像とレリーフに、パンティーをはいた女性と腰布を巻いた女性の姿がある。これらは羊の皮で作られ、ウェストにベルトをまいている。太ももの間にまとわりつく腰布の端を固定したのが、パンティーの始まりだと考えられている。

## パンティーの選び方

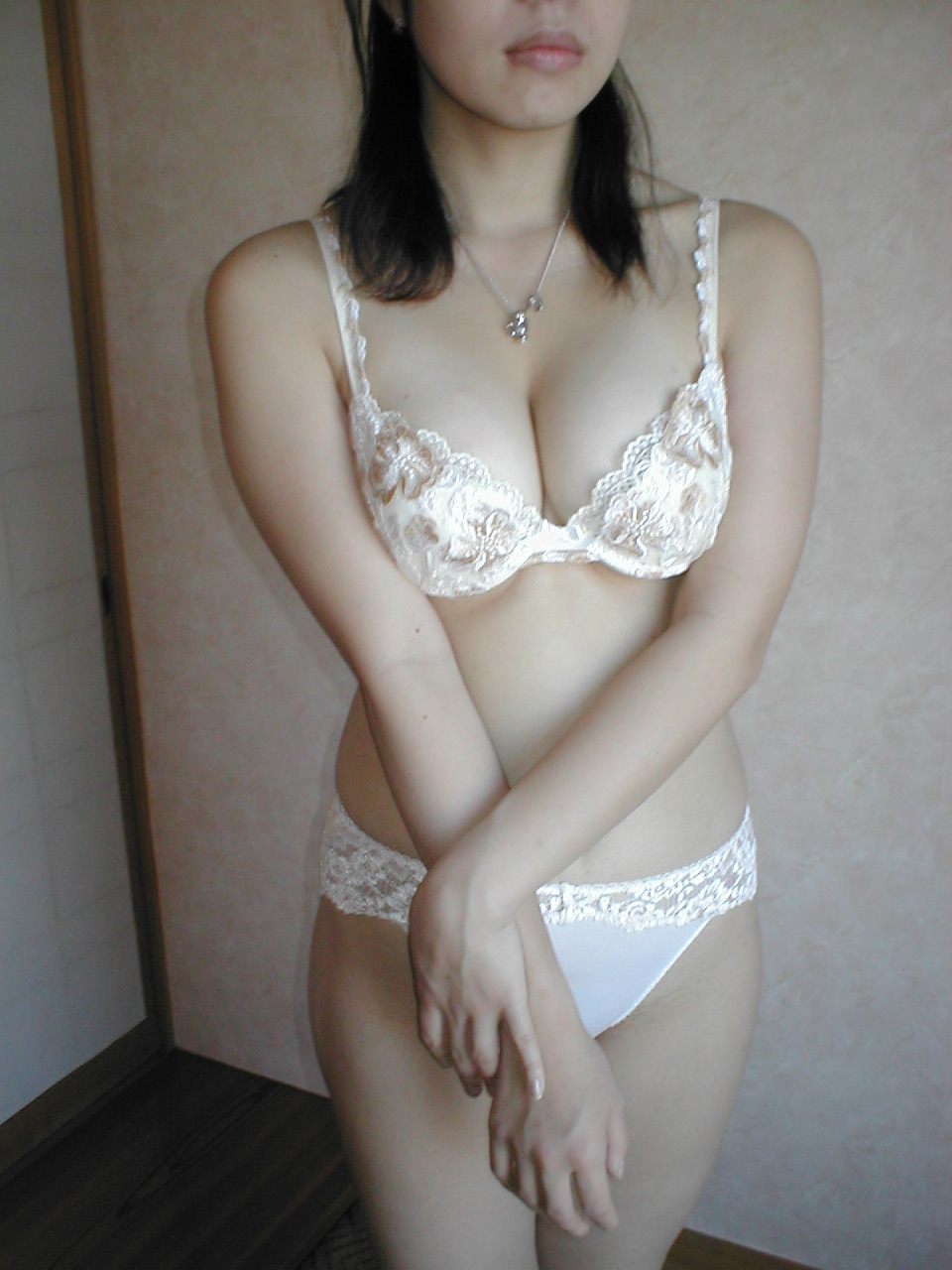
お揃いの色、デザインのパンティーとブラジャーを着用した女性。

下着自体をファッションと捉える風潮が一般的となっている。
近年パンティーは多岐にわたる色やデザインのものが存在し、好みの色や、レースデザインなどに加え、よりシンプルな無地タイプがある。好みや、着けたときの肌触り、TPOに合わせて、複数そろえる人が多い。
またコーディネートとして、白のブラジャーを着けるなら白のパンティー、黒のブラなら黒のパンティーと、ブラとパンティーは色とデザインを統一するのが基本である。
ワコールはMサイズが生産枚数の6割～7割を占めているが、店頭で見ているとほとんどの女性が、自分のサイズより一回り小さめのショーツを求めていく、自己満足と引き締まって見えるという心理が働くようだと分析していて、このためブランドによっては大きいサイズの商品も開発しているが、在庫を抱え込みたくないという事情で、店によっては大きめのサイズを置いていない店舗もあるとコメントしている。
これについて日本ボディファッション協会は日本女性は小さめ小さめを求めるので、メーカーも当然売れ筋を狙うとコメントしている。
下着売り場では、コーディネートできるように、ブラと揃いの色、デザインのパンティーが上下にセットで並べられていることがある。

## パンティーの身生地
パンティーは、一般に前身ごろに比べて後ろ身ごろには伸張性が必要なので、前身ごろには、天竺、ベア天竺、フライスやトリコットを、また後ろ身ごろには、綿ポリウレタン混紡のストレッチ天竺、フライス、ツーウェイトリコット、パワーネットなどが使用される。
繊細ないしセクシーなテイストのものでは、「透け感」を与えるためチュールネット、オーガンジー、パワーネットなどが、また、光沢感を与えるため、サテンやシルクなどが用いられる。
また、しなやかな手触りをもつ、極細繊維糸を用いたマイクロファイバー素材のものもある。クロッチの二重部分の裏地は、身生地と同じ色・生地である場合や、総柄の場合では身生地と同じ総柄の裏面である場合もあるが、一般的に吸水性の高い綿などの素材が使われやすい。

## 分類

### 一般用

#### 素材、丈による分類
- シームレス - 立体編みにより、継ぎ目や縫い目がないもの
- バックレース - バックの裾がレース素材のもの
- ヘム - レースや縫い目なしに端を処理したもの
- シースルー - ネットやレースなどの透ける素材のもの
- 五分長 - 膝上丈のもの
- 三分長 - 膝より半分の短さのもの
- 壱分長 - ボーイレッグとほぼ同じ丈のもの

#### ラインによる分類
- ローレグ - カットが非常に浅いデザイン

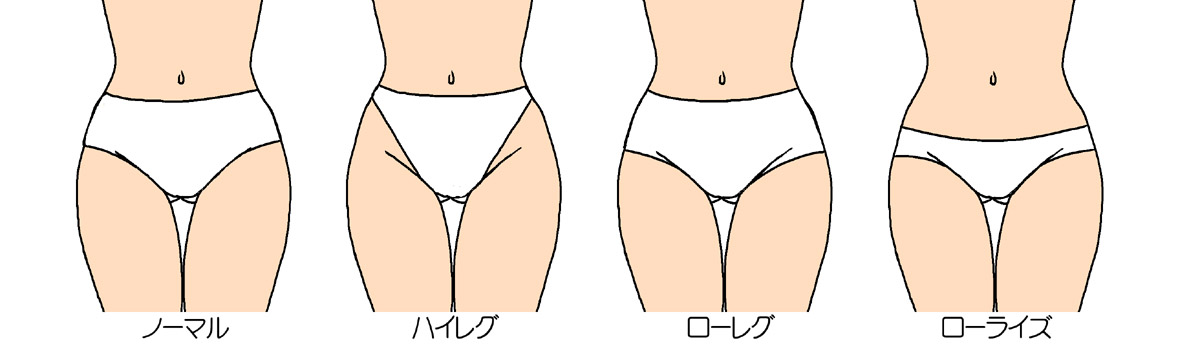
女性用ショーツ・パンティーのデザインの種類。

- ハイレグ（ハイカット） - 脚ぐりのカットが高い位置にあるタイプ。カットの深いデザイン
- ビキニ - 股上が浅くサイドが狭いデザイン。はきこみ丈がウエストより低い位置にくる、最も一般的なタイプ
- ローライズ（ヒップハンガー） -腰骨の位置ではく、股上が浅いデザイン。ローライズパンツに適している
- ボーイレッグ - 脚ぐりが水平になったデザイン
- スキャンティー - 股上が極端に浅くサイドが狭いデザイン

#### バックスタイルによる分類
- フルバック - バック（お尻）全体をすっぽり覆うデザイン
- ブラジリアンカット - ハイカットでバックが1/2カットのデザイン
- リオカット - よりハイカットでバックが1/2カットのデザイン
- Tバック - バックがT字型のデザイン
- ソング - バックがT字型のデザイン
- タンガ - フロントとバックがV字型、サイドがひも状のデザイン
- Gストリング - フロントがV字型、バックとサイドが細いひも状のデザイン
- Cストリング - フロントとバックがI字型、サイドのひもが無いデザイン

#### その他の分類
- ひもパン - サイドを紐やリボンで結ぶタイプのもの
- サスペンダーショーツ - サスペンダー式のGストリング
- オープンショーツ - クロッチ（股下部分）にスリットが入ったデザイン
- ホールショーツ - バック中央部またはフロント中央部に穴のあいたデザイン
- ペア - ブラジャーやキャミソールなどトップ（上半身）と同一デザイン
- パール付きショーツ - パールやビーズ等の球体が付いている、セクシーランジェリーの一種
- ユニセックス - 女性、男性どちらでも使用できるデザイン
- パンドルショーツ - 女性用の褌

### 子供用
- 女児ショーツ - 160-165cmサイズ（腰囲82-90cm）程度までの女児を対象に発売されている。サイズ表記はJISL4003（少女用衣料のサイズ）。最近は170サイズ（身長165〜175cmに相当）もある。
- ジュニアショーツ

### 特殊用途のパンティー
- サニタリーショーツ
- スポーツ用 - スポーツ・体育授業など運動時に適したショーツ、スポーツショーツなど
- 水着用 - 水着の下に穿くショーツ、スイムショーツ、スイムガードルなど
- レオタード用 - レオタードの下に穿くショーツ、レオタードショーツなど

など